# Южно-Аличурский хребет
Ю́жно-Аличу́рский хребе́т — горный хребет на юге Памире, между реками Аличур и Памир. Административно расположен на территории Горно-Бадахшанской автономной области Таджикистана.
Протяжённость хребта составляет около 150 км, средняя высота — 5100 м. Высшая точка — гора Сурхдоман (бывш. Кызылданги; 5706 м). Хребет сложен главным образом гранитами, гнейсами и кристаллическими сланцами. Преобладает высокогорный рельеф и пустынная растительность. В пригребневой зоне расположено 256 ледников, общая площадь которых составляет 72 км².